# Consell de Seguretat de les Nacions Unides
El Consell de Seguretat de l'ONU és l'òrgan de les Nacions Unides encarregat de mantenir la pau i la seguretat entre nacions. Quan els altres òrgans de l'ONU només fan recomanacions als governs membres, el Consell de Seguretat té el poder de prendre decisions que han d'obeir-se sota l'acord de la Carta de l'ONU. Amb aquesta potestat és l'òrgan més poderós de l'ONU. Les decisions del Consell de Seguretat són conegudes com a "resolucions".

La seva primera sessió es realitzà el 17 de gener de 1946 a Londres.
El Consell està conformat per quinze estats, cinc membres permanents amb dret de veto —Estats Units, Regne Unit, França, Rússia i la República Popular Xina— i deu membres no permanents.
Els deu membres no permanents són elegits de cinc en cinc cada any per l'Assemblea General de l'ONU i per un període de dos anys. La presidència del Consell rota mensualment segons ordre alfabètic.
Cada membre del Consell té un vot. Les decisions en general requereixen del vot afirmatiu d'almenys nou membres.

## Membres

Membres del Consell de Seguretat l'any 2020:
permanents
no permanents

Hi ha dues categories d'afiliació al Consell de Seguretat: cinc membres permanents i deu membres elegits.
La presidència del Consell de Seguretat és rotativa entre els quinze membres, amb una duració d'un mes. La rotació es fa en ordre alfabètic dels noms dels membres en anglès. El paper del president és establir l'agenda, presidir les reunions i supervisar els temps de crisi.
| País                         | Presidència    | Afiliació | Bloc regional              |
| ---------------------------- | -------------- | --------- | -------------------------- |
| França                       | gener 2024     | permanent | Europa occidental i altres |
| Guyana                       | febrer 2024    | 2024-2025 | Llatinoamèrica i Carib     |
| Japó                         | mars 2024      | 2023-2024 | Àsia-Pacífic               |
| Malta                        | abril 2024     | 2023-2024 | Europa occidental i altres |
| Moçambic                     | maig 2024      | 2023-2024 | Àfrica                     |
| Corea del Sud                | juny 2024      | 2024-2025 | Àsia-Pacífic               |
| Rússia                       | juliol 2024    | permanent | Europa de l'est            |
| Sierra Leone                 | agost 2024     | 2024-2025 | Àfrica                     |
| Eslovènia                    | septembre 2024 | 2024-2025 | Europa de l'est            |
| Suïssa                       | octubre 2024   | 2023-2024 | Europa occidental i altres |
| Regne Unit                   | novembre 2024  | permanent | Europa occidental i altres |
| Estats Units                 | desembre 2024  | permanent | Europa occidental i altres |
| República Popular de la Xina |                | permanent | Àsia-Pacífic               |
| Equador                      |                | 2023-2024 | Llatinoamèrica i Carib     |
| Algèria                      |                | 2024-2025 | Àfrica                     |

En cada reunió, és necessària la presència d'un representant de cada membre del Consell a la seu de l'ONU. Aquest requisit va ser adoptat pel fet que l'absència de membres va ser una debilitat de la Lliga de Nacions, la qual no va poder respondre ràpidament a les crisis.

### Membres permanents
Els cinc membres permanents del Consell de Seguretat tenen el poder de vetar qualsevol resolució substantiva; això permet a un membre permanent bloquejar l'adopció d'una resolució, però no impedir o acabar el debat.
| País         | Grup regional              | Representació de l'estat actual                | Antiga representació estatal                                 |
| ------------ | -------------------------- | ---------------------------------------------- | ------------------------------------------------------------ |
| Xina         | Àsia-Pacífic               | República Popular de la Xina                   | República de la Xina (1945–1949, 1949–1971)                  |
| França       | Europa occidental i altres | República Francesa                             | Govern provisional. (1945–1946) Quarta República (1946-1958) |
| Rússia       | Europa de l'est            | Federació Russa                                | Unió de Repúbliques Socialistes Soviètiques (1945-1991)      |
| Regne Unit   | Europa occidental i altres | Regne Unit de Gran Bretanya i Irlanda del Nord | N/A                                                          |
| Estats Units | Europa occidental i altres | Estats Units d'Amèrica                         | N/A                                                          |

Els membres permanents van ser originàriament les nacions victorioses de la Segona Guerra Mundial: la República de la Xina, França, el Regne Unit, i els Estats Units. El 1971, la República Popular de la Xina va reemplaçar la "Xina" representada. El 1991, Rússia va ocupar el seient de la Unió Soviètica.
Actualment, aquests cinc membres són els únics estats que tenen el dret de posseir armes nuclears, d'acord amb el tractat de la No-Proliferació Nuclear, el qual no té validesa universal, ja que tots els "estats nuclears" l'han signat (Corea del Nord, Índia, Pakistan i Israel). Aquest estatus nuclear, però, no és el resultat del seu estatus com a membres permanents.

### Membres elegits
Deu membres més són elegits per l'Assemblea General per un terme de dos anys, començant l'1 de gener; cinc nacions elegides per any. Aquests membres són elegits pels grups regionals i confirmats per l'Assemblea General de l'ONU. Els blocs d'Àfrica, Llatinoamèrica i Europa occidental elegeixen cadascú dos membres, i els blocs àrab, asiàtic i d'Europa oriental, un membre. Un membre més s'elegeix rotatòriament entre les seleccions asiàtica i africana. Els membres elegits no tenen dret de veto.

## Tasques del Consell de Seguretat
D'acord amb el sisè capítol de la Carta de les Nacions Unides, anomenat "Resolució Pacífica de Disputes", el Consell de Seguretat pot investigar qualsevol disputa o situació que pugui dur a la fricció o disputes internacionals. El Consell pot recomanar procediments o mètodes d'ajustament si ha determinat que la situació és un perill per a la pau i la seguretat internacional. Les recomanacions, però, no tenen caràcter obligatori per als membres de l'ONU.
D'acord amb el setè capítol, el Consell té un poder més ampli per a decidir quines mesures han de prendre's en situacions que són "amenaces a la pau, alteracions de la pau o actes d'agressió". En aquestes situacions, el Consell no està limitat a fer només recomanacions, sinó que pot fer ús de les forces armades per "mantenir o restaurar la pau i la seguretat internacional". Aquesta va ser la base per a l'acció armada a Corea el 1950, i de l'ús de les forces a Iraq i Kuwait el 1991. Les decisions que es prenen sota el capítol setè de la Carta, com ho són les sancions econòmiques, són obligatòries per a tots els membres.

## Reforma
Entre les reformes plantejades sobre l'Organització de les Nacions Unides, el Consell de Seguretat ha sigut probablement l'aspecte de major controvèrsia. Entre els països de la Unió Europea, hi ha hagut discrepàncies sobre com ha de ser aquesta reforma. Per una banda, França (i anteriorment també el Regne Unit), s'han oposat a qualsevol reforma que canvi la seva posició privilegiada com a membre permanent. Per la seva banda, Alemanya i Itlàlia han volgut obtenir l'estatus de membres permanents, i en general, a la Unió Europea li ha convingut mantenir la composició actual del Consell de Seguretat perquè està sobrerepresentada. Els membres de la UE al Consell de Seguretat són un dels cinc membres permanents (França) i fins a tres dels deu membres elegits.